# Ecclesia in Africa
Das Nachsynodale Apostolische Schreiben Ecclesia in Africa von Papst Johannes Paul II. war ein Ergebnis der Sonderversammlung der Bischofssynode für Afrika, die vom 10. April bis zum 8. Mai 1994 über das Thema Die Kirche in Afrika und ihr Evangelisierungsauftrag im Hinblick auf das Jahr 2000 beraten hatte. Das Nachsynodale Schreiben wurde am 14. September 1995 veröffentlicht. 

## Inhalt
Es gliedert sich in sieben Kapitel und behandelt die außerordentlich wichtige Situation der afrikanischen Bevölkerung.
Das erste Kapitel hebt den historischen kirchlichen Augenblick hervor, der sich aus der Durchführung der Afrikasynode für den Kontinent ergibt.
Im zweiten Kapitel wird die Kirche in Afrika in den Vordergrund gestellt. Es wird die Geschichte der Evangelisierung dargestellt und auf aktuelle Probleme der Kirche in Afrika hingewiesen. Soziale Brennpunkt werden dargestellt und positive Werte herausgehoben. Es wird auf die Ausbildung der Träger für die Evangelisierung hingewiesen.
Das dritte Kapitel widmet sich der Verkündung und der Sendung der Kirche, es werden theologische Grundlagen erarbeitet und auf Dialog gesetzt. Als wichtig wird die volle menschliche Entfaltung hervorgehoben und auf die Nutzung sozialer Kommunikationsmittel gesetzt.
Das vierte Kapitel beginnt mit einem Ausblick auf das dritte Jahrhundert und zeichnet die gegenwärtigen Herausforderungen auf. Die Zusammenarbeit mit den Familien, die Bedeutung der Ausbildung und die Würde und Rolle des Mannes und der Frau finden einen bedeutenden Stellenwert.
Im fünften Kapitel geht es um klare Strukturen der Evangelisierung und deren Träger. Alle Kleriker werden aufgerufen diese Forderungen umzusetzen und alle zur Verfügung stehenden Mittel einzusetzen.
Kapitel sechs geht auf die theologischen Erwartungen ein und beschreibt die Bereiche, die zu Besorgnis Anlass geben. Exemplarisch wird die Jugend, die Geißel Aids, die Flüchtlinge, die hohen Staatsverschuldungen und die Würde der afrikanischen Frau beschrieben. 
Im siebten Kapitel und dem Schluss, wird nochmals zum Ausdruck gebracht, dass die Mission eine offen sei und die pastorale Solidarität ein Eckpfeiler auf dem Weg in das neue christliche Jahrtausend sei.